# Maraenobiotus parainsignipes
Maraenobiotus parainsignipes is een eenoogkreeftjessoort uit de familie van de Canthocamptidae. De wetenschappelijke naam van de soort is voor het eerst geldig gepubliceerd in 1991 door Apostolov.